# La vida del Buscón
La vida del Buscón (título completo em espanhol: Historia de la vida del Buscón, llamado don Pablos; ejemplo de vagamundos y espejo de tacaños - livremente traduzido para o português como História da vida do Buscón, chamado don Pablos, exemplo de vagabundos e espelho de velhacos) é uma novela picaresca em castelhano, escrita por Francisco de Quevedo.
O livro foi publicado pela primeira vez em 1626, ainda que tenha circulado em cópias manuscritas anteriormente, algumas das quais ainda conservadas hoje em dia. Quevedo nunca reconheceu ter escrito El Buscón, provavelmente para se esquivar de problemas com a Inquisição, e seu silêncio sobre esta obra, apesar de sua autoria ser inquestionável, aumenta os problemas da datação de sua composição. Propõe-se datas que vão de 1604 a 1620, e um processo de reelaboração posterior em que Quevedo estaria trabalhando até 1640.
Narra a história de um segoviano pobre, filho de um ladrão e uma bruxa, e suas aventuras como escudeiro de um filho da nobreza, como andarilho e como membro de uma confraria de rufiões.